# أنجليكا سيلايا
أنجليكا سيلايا (بالإسبانية: Angélica Celaya) مواليد 9 يوليو 1982 في توسون، أريزونا، الولايات المتحدة، هي ممثلة أمريكية بدأت مسيرتها الفنية عام 2003.

## وصلات خارجية
- أنجليكا سيلايا على موقع IMDb (الإنجليزية)
- أنجليكا سيلايا على موقع روتن توميتوز (الإنجليزية)
- أنجليكا سيلايا على موقع ألو سيني (الفرنسية)
- أنجليكا سيلايا على موقع أول موفي (الإنجليزية)
- أنجليكا سيلايا على موقع قاعدة بيانات الفيلم (الإنجليزية)
- أنجليكا سيلايا على موقع كينوبويسك (الروسية)